# Saint-Aubin-de-Bonneval
Pour les articles homonymes, voir Saint-Aubin et Bonneval.
Saint-Aubin-de-Bonneval est une commune française, située dans le département de l'Orne en région Normandie, peuplée de 131 habitants.

## Géographie

### Hydrographie
La commune est située dans le bassin Seine-Normandie. Elle est drainée par le ruisseau de la Bigotière,.
Le ruisseau de la Vérette, d'une longueur de 17 km, prend sa source dans la commune de Chaumont et se jette  dans l'Orbiquet à La Folletière-Abenon, après avoir traversé six communes. 

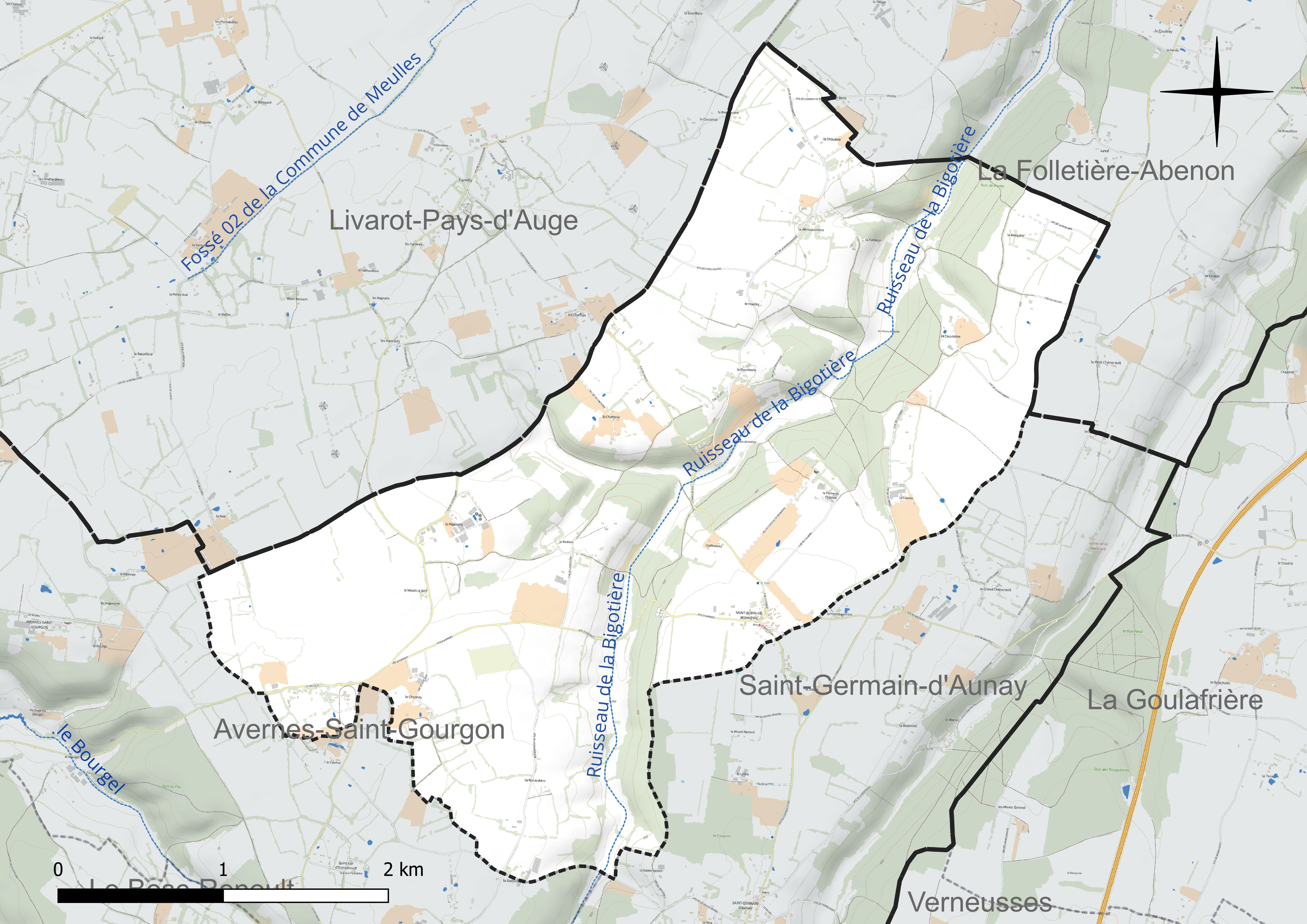
Réseau hydrographique de Saint-Aubin-de-Bonneval.

### Climat
Pour des articles plus généraux, voir Climat de la Normandie et Climat de l'Orne.
En 2010, le climat de la commune est de type climat océanique dégradé des plaines du Centre et du Nord, selon une étude du CNRS s'appuyant sur une série de données couvrant la période 1971-2000. En 2020, Météo-France publie une typologie des climats de la France métropolitaine dans laquelle la commune est exposée à un climat océanique et est dans la région climatique Normandie (Cotentin, Orne), caractérisée par une pluviométrie relativement élevée (850 mm/a) et un été frais (15,5 °C) et venté. Parallèlement le GIEC normand, un groupe régional d’experts sur le climat, différencie quant à lui, dans une étude de 2020, trois grands types de climats pour la région Normandie, nuancés à une échelle plus fine par les facteurs géographiques locaux. La commune est, selon ce zonage, exposée à un « climat contrasté des collines », correspondant au Pays d’Auge, Lieuvin et Roumois, moins directement soumis aux flux océaniques et connaissant toutefois des précipitations assez marquées en raison des reliefs collinaires qui favorisent leur formation.
Pour la période 1971-2000, la température annuelle moyenne est de 10 °C, avec une amplitude thermique annuelle de 13,9 °C. Le cumul annuel moyen de précipitations est de 825 mm, avec 12,5 jours de précipitations en janvier et 8,2 jours en juillet. Pour la période 1991-2020, la température moyenne annuelle observée sur la station météorologique la plus proche, située sur la commune de Ticheville à 9 km à vol d'oiseau, est de 10,9 °C et le cumul annuel moyen de précipitations est de 826,1 mm,. Pour l'avenir, les paramètres climatiques de la commune estimés pour 2050 selon différents scénarios d’émission de gaz à effet de serre sont consultables sur un site dédié publié par Météo-France en novembre 2022.

## Urbanisme

### Typologie
Au 1er janvier 2024, Saint-Aubin-de-Bonneval est catégorisée commune rurale à habitat très dispersé, selon la nouvelle grille communale de densité à sept niveaux définie par l'Insee en 2022.
Elle est située hors unité urbaine et hors attraction des villes,.

### Occupation des sols
L'occupation des sols de la commune, telle qu'elle ressort de la base de données européenne d’occupation biophysique des sols Corine Land Cover (CLC), est marquée par l'importance des territoires agricoles (80,7 % en 2018), une proportion identique à celle de 1990 (80,7 %). La répartition détaillée en 2018 est la suivante : 
prairies (43,2 %), terres arables (37,5 %), forêts (19,3 %). L'évolution de l’occupation des sols de la commune et de ses infrastructures peut être observée sur les différentes représentations cartographiques du territoire : la carte de Cassini (XVIIIe siècle), la carte d'état-major (1820-1866) et les cartes ou photos aériennes de l'IGN pour la période actuelle (1950 à aujourd'hui).

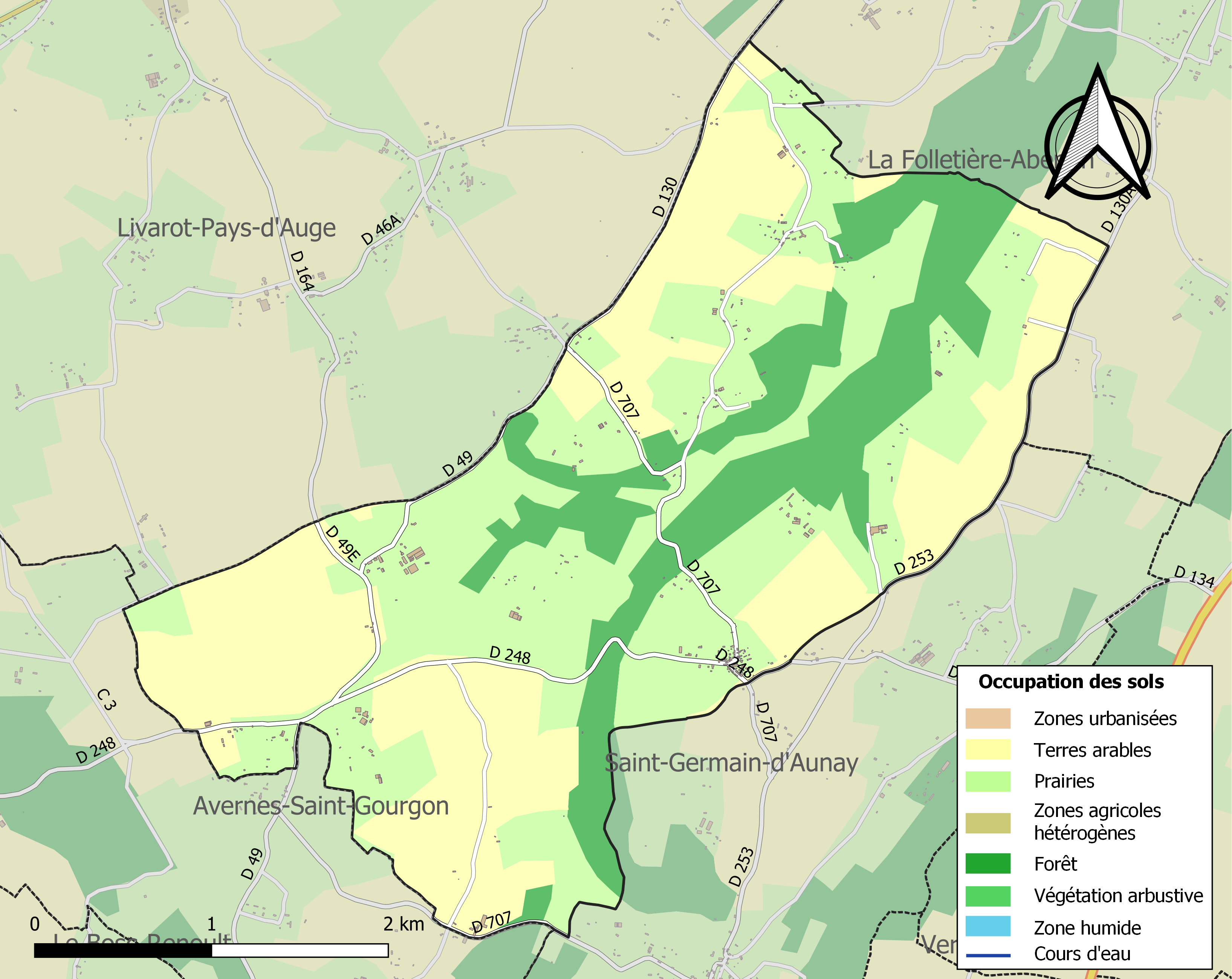
Carte des infrastructures et de l'occupation des sols de la commune en 2018 (CLC).

## Toponymie
Le nom de la localité est attesté sous la forme Saint Aubin en 1417, Bonneval en 1793, Saint-Aubin-de-Bonneval en 1801.
Une des vingt-six communes de Normandie consacrées à saint Aubin, dont quatre (-de-Bonneval incluse) dans l'Orne. Il s'agit de saint Aubin, évêque d'Angers au VIe siècle, noté sanctus Albinus en latin médiéval.
Bonneval est un toponyme roman de signification apparente et dont l'appellatif « val », vallée, est employé au féminin comme il était jadis parfois d'usage. Du latin bonus (bon) et vallis (vallée), la « bonne vallée ». Homonymie avec les nombreux Bonneval de France.

## Histoire
La famille des Hayes est mentionnée au château de Bonneval depuis le XVIe siècle, leurs armoiries se conjuguent ainsi : « de gueules, à la croix d'argent, chargée d'un croissant de sable et de quatre merlettes ».
Le 14 juillet 1773, Louis-Joseph-Marie-Denis de Bonnechose épousa Marie-Charlotte des Hayes de Bonneval, fille de Jacques-François-Charles des Hayes, chevalier seigneur et patron de Saint-Aubin de Bonneval, lieutenant général honoraire du bailliage d'Orbec, et de feue Marie-Anne-Éléonore du Piperey de Marolles.
De ce mariage sont issus Casimir Édouard de Bonnechose, chevalier, né le 2 mars 1777 et Marie-Rosalie de Bonnechose, née le 11 octobre 1775.

## Politique et administration
| Période                                  | Période       | Identité           | Étiquette | Qualité               |
| ---------------------------------------- | ------------- | ------------------ | --------- | --------------------- |
| ?                                        | ?             | Hubert Langlois    | -         | -                     |
| ?                                        | ?             | Guy Bellamy        | -         | -                     |
| ?                                        | juin 1995     | Pierre Duhéron     | -         | Agriculteur           |
| juin 1995                                | mars 2001     | Michel Herbinière  | -         | Agriculteur           |
| mars 2001                                | novembre 2002 | Jean-Louis Moinet  | SE        | Expert en gestion     |
| décembre 2002                            | mars 2008     | Joseph Boisgontier | SE        | Agriculteur           |
| mars 2008                                | En cours      | Pascale Stallegger | SE        | Professeure retraitée |
| Les données manquantes sont à compléter. |               |                    |           |                       |

## Démographie
L'évolution du nombre d'habitants est connue à travers les recensements de la population effectués dans la commune depuis 1793. Pour les communes de moins de 10 000 habitants, une enquête de recensement portant sur toute la population est réalisée tous les cinq ans, les populations de référence des années intermédiaires étant quant à elles estimées par interpolation ou extrapolation. Pour la commune, le premier recensement exhaustif entrant dans le cadre du nouveau dispositif a été réalisé en 2007.
En 2022, la commune comptait 131 habitants, en évolution de −5,76 % par rapport à 2016 (Orne : −3,21 %, France hors Mayotte : +2,11 %).
| 1793 | 1800 | 1806 | 1821 | 1836 | 1841 | 1846 | 1851 | 1856 |
| ---- | ---- | ---- | ---- | ---- | ---- | ---- | ---- | ---- |
| 591  | 586  | 670  | 610  | 623  | 580  | 510  | 538  | 502  |

| 1861 | 1866 | 1872 | 1876 | 1881 | 1886 | 1891 | 1896 | 1901 |
| ---- | ---- | ---- | ---- | ---- | ---- | ---- | ---- | ---- |
| 503  | 455  | 441  | 432  | 424  | 390  | 406  | 383  | 358  |

| 1906 | 1911 | 1921 | 1926 | 1931 | 1936 | 1946 | 1954 | 1962 |
| ---- | ---- | ---- | ---- | ---- | ---- | ---- | ---- | ---- |
| 356  | 363  | 326  | 284  | 283  | 247  | 272  | 267  | 228  |

| 1968 | 1975 | 1982 | 1990 | 1999 | 2006 | 2007 | 2012 | 2017 |
| ---- | ---- | ---- | ---- | ---- | ---- | ---- | ---- | ---- |
| 258  | 216  | 203  | 150  | 149  | 158  | 159  | 146  | 135  |

| 2022 | - | - | - | - | - | - | - | - |
| ---- | - | - | - | - | - | - | - | - |
| 131  | - | - | - | - | - | - | - | - |

## Lieux et monuments
- L'église Saint-Aubin est un des rares exemples subsistant de narthex en colombage qui date du XVe siècle. Il est surmonté d'un clocher en ardoise plus récent. Par contre, la nef possède encore une corniche à arcature, portée par des modillons sculptés de la fin du XIIe ou du XIIIe siècle[26]. À l'intérieur se trouve un décor peint.
- Château de Bonneval : l'ensemble des bâtiments peut être daté entre le XVIe et le XVIIIe siècle. Il s'agit principalement d'un ouvrage en brique avec pierre en remplissage, d'un ancien logis en pan de bois hourdi de tuile et d'autres bâtiments en pan de bois hourdi en torchis sauf le colombier qui est en brique[27].